# ناييج أباد (دابوي الجنوبي)
ناییج أباد (بالفارسية: ناییج‌آباد) هي قرية تقع في إيران في قسم دابوي الجنوبی الريفي. يقدر عدد سكانها بـ 219 نسمة بحسب إحصاء 2016.